# Fūsen Shōjo Temple-chan
Fūsen Shōjo Temple-chan (風船少女テンプルちゃん Fūsen Shōjo Tenpuru-chan?, lit. Temple-Chan, la chica del globo), conocida en Latinoamérica como Sabrina y sus amigos, es una serie de animé escrita por Akiko Shimamoto, dirigida por Seitaro Hara, y producida por Tatsunoko Productions. Con un total de 26 episodios que fueron emitidos en Japón desde el 1 de octubre de 1977 al 25 de marzo de 1978.

## Argumento
La historia cuenta las aventuras de Sabrina (Temple en japonés), una niña que vive con sus padres Tomás y María y su perro Príncipe en el ficticio pueblo ubicado en los Alpes suizos del Valle Verde (若草, Wakakusa en japonés, Füroemmeue en alemán suizo, Hierba Verde en España) que siempre ha tenido una vida acomodada y con todo lo que una familia rica puede brindar. Una noche, después de que estrenara el nuevo vestido de guaripolista que le compraron en el pueblo, Sabrina encuentra escondida en su cama a una pequeña nube llamada Nimbo (Huat en japonés), quien la convence de subirse a un globo de su propiedad para que den un corto paseo, pero debido al mal clima que se desata repentinamente, Nimbo pierde el control del globo y terminan perdidos lejos de la casa de Sabrina. Una vez vueltos en sí, un grupo de animales (Guitarrón, Trompetín y Flautita), liderados por un niño (Tamborín), van escapando de los trabajadores de un circo que los tenían trabajando casi como esclavos. Logrando huir en el globo y tratando de animar el viaje con música, ya que Sabrina sigue extrañando a sus padres. Como pasaran mucho tiempo juntos, forman un grupo musical con el que se ganan la vida realizando espectáculos callejeros, mientras ayudan a Sabrina a buscar el camino para volver al Pueblo del Valle Verde.  

En los últimos capítulos, mientras estaban explorando un bosque, Tamborín descubre una flecha con un letrero que indica la cercanía del Pueblo del Valle Verde. Temeroso de separarse de Sabrina, toma la decisión de cambiar la dirección de la flecha. Sabrina, emocionada al saber que regresará al pueblo para reencontrarse con sus padres, sigue la dirección que indica la flecha pero termina cayendo a un precipicio. Tamborín, sintiéndose culpable de lo sucedido, baja el precipicio por un camino cercano y se da cuenta de que hay una cascada, creyendo que Sabrina cayó en ella y murió ahogada, pero milagrosamente fue rescatada por un lugareño que la está cuidando en su cabaña. Arrepentido de su acto, Tamborín confiesa que él cambió la dirección de la flecha, pero el lugareño le dice que la colocó en la dirección correcta. En el último capítulo, se encuentran con la abuela de Sabrina quien les ayuda a regresar al Pueblo del Valle Verde, incluso comprando un carruaje para llegar lo más rápido posible, después de enterarse de que el pueblo fue afectado por una inundación, creen que los padres de Sabrina están muertos. Mientras daban las esperanzas por perdidas, descubren que ambos estaban en otro lado del pueblo y por fin pueden reencontrarse y ser felices. Tamborin y los demás, creen que es la hora del adiós, pero los padres de Sabrina toman la decisión de adoptarlos a todos y que vivan todos juntos, aceptando inmediatamente y generando una gran alegría mientras reconstruyen el pueblo.

## Personajes
- Temple (テンプル) Sabrina

Seiyū: Kumiko Takizawa (Nily Baltazar)
Es una niña que creció en una familia acomodada y que la hacen ser consentida, egoísta, mimada, débil, llorona y crédula. Una noche y mientras se preparaba para dormir descubre a Nimbo, una nube que está escondida en su cama y que la invita a dar un paseo en su globo, pero repentinamente se desata una tormenta y se pierde lejos de su casa. Posteriormente se les unen al viaje Tamborín y sus amigos, que venían escapando de los trabajadores de un circo pues los tienen trabajando casi como esclavos. Sabrina tuvo que poco a poco adaptarse a una vida llena de carencias a la que no estaba acostumbrada. Le encanta bailar y se convierte en la "Guaripolista" del grupo musical, aprendiendo cómo vivir en el mundo exterior con escaseces y muy pocas comodidades. Su gran anhelo, es regresar al Pueblo del Valle Verde y reencontrarse con sus padres.
- Tomtom (タムタム) Tamborín

Seiyū: Noriko Tsukase
Como su nombre lo indica, toca el tambor en el grupo musical con los animales que lidera. Es un niño huérfano que primero estuvo trabajando para un circo, pero debido a los malos tratos, decide escapar con el grupo de animales en el globo de Nimbo, convirtiéndose en compañero de viaje de Sabrina y es quien le enseña a vivir en un mundo desconocido para ella. Es muy maduro para su edad, ya que ha vivido solo durante mucho tiempo. Al principio, tenía conflictos con Sabrina debido a su conducta débil y llorona, incluso decidiendo separarse y seguir caminos distintos, pero desde que el globo de Nimbo sufrió un accidente al enredarse en unas ramas y ver que Sabrina cae gravemente enferma, es ahí cuando necesitaba más de su ayuda, incluso subiendo a las montañas para conseguir la valiosa planta medicinal del "azafrán" y así para curar su enfermedad, arriesgando incluso su propia vida. Desde ahí comienza a encariñarse con Sabrina y la acepta como una miembro más del grupo. En los últimos capítulos, se entristeció porque pronto llegarían al Pueblo del Valle Verde y temeroso de separarse, hace todo lo posible para que Sabrina no se encuentre con sus padres. Después, los padres de Sabrina deciden adoptarlo y se quedan a vivir juntos.
- Dora (ドーラ) Guitarrón

Seiyū: Kenichi Ogata
Es un gato color café oscuro con rayas en un tono café más claro. Como su nombre lo indica, toca la guitarra que lo hace estirando sus bigotes. En un capítulo, se enamoró de una gata que conoció por casualidad y que tenía varios gatos pequeños a su cuidado, abandonando el grupo para quedarse con ella. Sin embargo, se dio cuenta de que tenía demasiada responsabilidad y fue aceptado por Sabrina y sus amigos cuando estaba profundamente arrepentido, regresando al grupo musical nuevamente.
- Gappe (ガッペ) Trompetín

Seiyū: Kenta Kimotsuki
Es un pato color blanco que redondea su pico para que tenga forma de trompeta.
- Chuppy (チュッピー) Flautita

Seiyū: Yano Yoko
Es una rata color gris que toca la flauta (de ahí su nombre). Es el único de los animales que no hace una "mutación" de su cuerpo para tocar algún instrumento.
- Huat (フワット) Nimbo

Seiyū: Yuko Hisamatsu
Es una nube que puede cambiar libremente la forma de su cuerpo transformándolo en varios instrumentos, como en una trompeta (que forma con su nariz),  unos platillos (que forma con sus manos) o un piano (que forma con su vientre).
Conoce a Sabrina por casualidad cuando entra al cuarto de esta y la convence de dar un paseo en su globo, pero fue arrastrado lejos de su casa por una repentina tormenta, sintiéndose responsable de haber hecho que Sabrina se pierda, la acompaña en su viaje de regreso. Después con la ayuda de Tamborín y sus amigos, van en la búsqueda de los padres de Sabrina para así regresar al Pueblo del Valle Verde.
- Jimmy Farmer y Marie Farmer (ジミー・ファーマー / マリー・ファーマー) (Tomás el Granjero y María)

Seiyūs: Takashi Nakagi y Keiko Tomochika
Son los Padres de Sabrina. Tomás es el propietario del Pueblo del Valle Verde y posee grandes terrenos. En el primer capítulo, le compran (casi a regañadientes) el traje de guaripolista que Sabrina usa el resto de la serie. Después se pueden ver que ambos la están buscando desesperadamente a bordo de un bote por un lago cercano al pueblo. En el último capítulo, pueden reencontrarse con Sabrina y adoptan a Tamborín y sus amigos.